# 19454 Хенрімарр
19454 Хенрімарр (19454 Henrymarr) — астероїд головного поясу, відкритий 25 березня 1998 року.
Тіссеранів параметр щодо Юпітера — 3,534.